# Raponsje (Efteling)
Raponsje is de uitbeelding van Raponsje in het Sprookjesbos in het Nederlandse attractiepark de Efteling. Het is het negende sprookje op de route door het Sprookjesbos en ligt tussen De sprekende papegaai en De Kleine Zeemeermin. 

## Uitbeelding

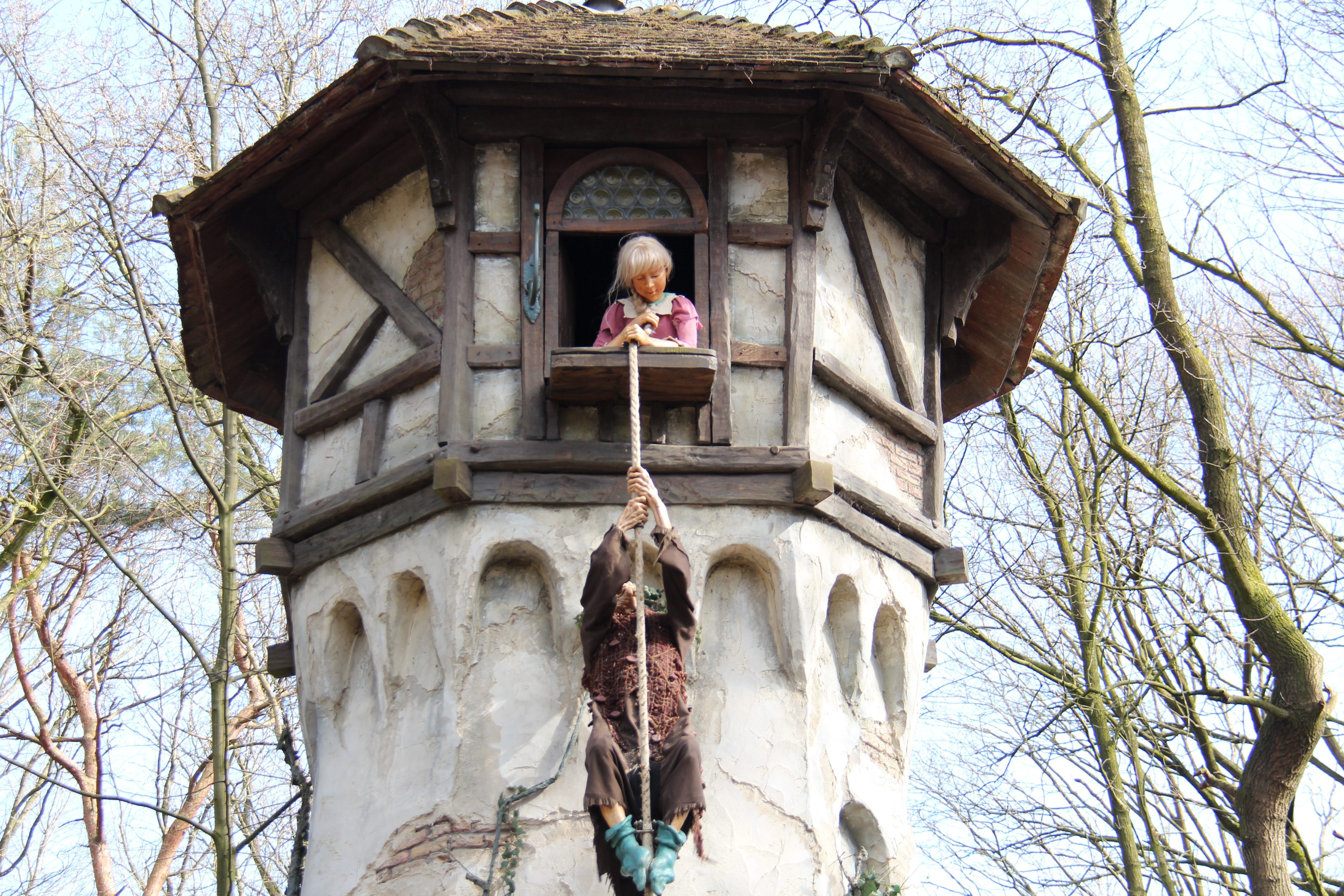
De heks en Raponsje.

Het tafereel bestaat uit een toen meter hoge toren bijna volledig omringd door een vijver. Boven in de toren bevindt zich een hout omlijste raam. Raponsje kijkt uit het raam terwijl ze op de vensterbank leunt. Haar haar hangt las de toren helemaal naar beneden. Voor de toren staat een muur. Hierachter komt om de zoveel minuten een heks tevoorschijn die via het haar van Raponsje naar boven klimt. De heks draagt een donkerrood gewaad, een donkerrode puntmuts en blauwe schoeisel. Ook draagt ze een tasje met daarin rapunzel. De heks klimt circa zeven meter omhoog om daarna weer af te dalen.
De vertelling van het sprookje is ingesproken door Wieteke van Dort. Op de achtergrond is het nummer Maritana van William Vincent Wallace te horen.

## Geschiedenis[2]
Het tafereel werd geopend op 7 juli 2001, tegelijk met de Dag van het sprookje. Ook werd er een Raponsjeverkiezing georganiseerd, waarbij het meisje met de langste vlecht gekozen werd. In de loop der jaren werd de vlecht van Raponsje meerdere keren vervangen. De vlecht wordt door onder meer weersomstandigheden snel vies. In 2016 werd er bij het tafereel een sprookjesboek toegevoegd. Sinds een onderhoudsperiode in 2020 draagt de heks een tasje met Rapunzel. In 2022 werd de toren in de bouwsteigers gezet voor onderhoud.